# Genova Sestri Ponente Aeroporto
Genova Sestri Ponente Aeroporto (wł: Stazione di Genova Sestri Ponente Aeroporto) – stacja kolejowa w dzielnicy Sestri Ponente w Genui, w regionie Liguria, we Włoszech. Znajdują się tu 2 perony. Stacja należy do kategorii srebrnej.
| Genova Sestri Ponente     |  |              |
| Linia Genua - Ventimiglia |  |              |
| Genova Cornigliano        |  | Genova Pegli |